# Abdul Mansaray
Abdul Mansaray (ur. 26 listopada 1961) – sierraleoński lekkoatleta specjalizujący się w biegach sprinterskich, reprezentant Sierra Leone na Letnich Igrzyskach 1984 w Los Angeles w sztafecie 4 × 100 m.
W sztafecie 4 × 100 m. wystartował w składzie z: Davidem Sawyerrem, Felixem Sandy oraz Ivanem Benjaminem. Sztafeta Sierra Leone ukończyła bieg z czasem 40,77. Gorszy rezultat od sierraleońskiej drużyny uzyskała tylko sztafeta Liberii, która ukończyła bieg z czasem 42,05.
Nie reprezentował swojego kraju w biegach indywidualnych.